# تونبريدج (فيرمونت)
تونبريدج (بالإنجليزية: Tunbridge, Vermont)‏ هي بلدة تقع في مقاطعة أورانج (فيرمونت) بولاية فيرمونت في الولايات المتحدة. تأسست عام 1761، تبلغ مساحتها 115.9 (كم²)، وترتفع عن سطح البحر 172 م، بلغ عدد سكانها 1309 نسمة في عام 2000 حسب إحصاء مكتب تعداد الولايات المتحدة وتصل الكثافة السكانية فيها 11.3 نسمة/كم2.

## وصلات خارجية
- www.tunbridgevt.com
- The US50 - Cities and Towns in Vermont State
- Vermont Cities and Towns, Facts, Map, Flag, Colleges, Government, and More